# クロノメーター

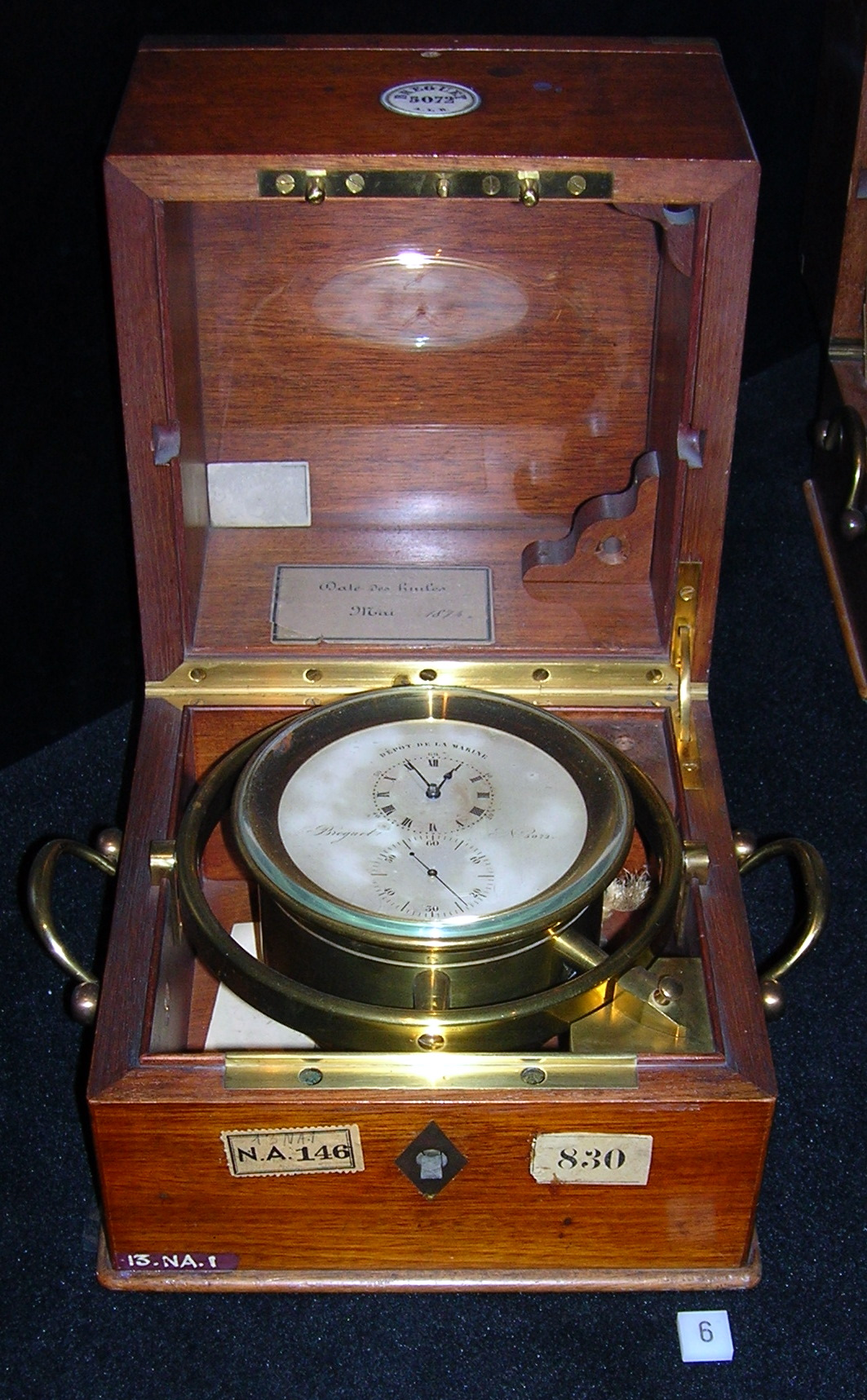
マリン・クロノメーター

クロノメーター（英: chronometer）は
- 船の揺れや温度変化に影響されない、高精度な携帯用ぜんまい時計。
- デテント式脱進機を装備した時計。
- 天文台で精度検定を受けた時計。
- C.O.S.C.の検定に合格した機械式時計。

名称はギリシア神話の時間神クロノスに由来する。クロノグラフとは名称が似ているが別物である。

## マリン・クロノメーターの歴史

### 大航海時代
大航海時代に航海が増加して海難事故が多発するようになり、現在位置を把握するため精密な緯度や経度の測定法が求められたが、緯度は六分儀等による天体の位置測定で比較的容易に求められるものの、正確な経度の測定は困難であった。この問題を解決するため1714年7月8日イギリス議会は高精度で経度を測定できる方法の発見に懸賞金を出す内容の経度法を制定した。経度の測定にはいろいろな方法が考えられたが、その一つが時刻と太陽の位置から測定する方法であった。
18世紀初頭最も精度の高い時計は振り子時計であり、既に充分な精度を出せるようになってはいたが、波による揺れの影響の大きい海上では機能しないため、揺れる船舶の上でも正しい時を刻む高精度の時計（マリン・クロノメーター）が必要とされた。

### ハリソン・クロノメーター

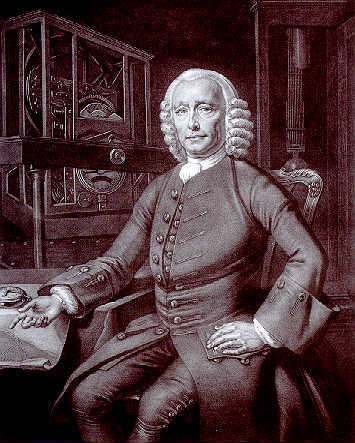
ジョン・ハリソン

1735年イギリス人の木工職人ジョン・ハリソンは頑丈な梁に揺れや温度変化を吸収するバネを取り付け、ねじを巻いている間も機械が作動し、ねじが巻かれた当初と緩んだ後でも時計の回転力が一定になる装置を備え、温度や揺れに強い置時計「クロノメーターH1」を製作した。その後1759年には直径5インチの懐中時計である4号機「クロノメーターH4」を製作、その誤差はイギリスからジャマイカまで81日間航行した間に8.1秒遅れただけ、すなわち年差にして約30秒という高性能を実現し高精度な時計の代名詞となった。
経度法委員会はラーカム・ケンドール（Larcum Kendall 、1721年9月21日-1795年11月22日）に「クロノメーターH4」の複製を依頼、ラーカム・ケンドールは1769年に「クロノメーターK1」を作成した。この時計はイギリス海軍艦艇に配備され、ジェームズ・クックの第二次航海の際にもその実用性が改めて確認され、イギリス海軍の作戦実行に大幅な改善をもたらし、作戦遂行能力を向上させた。
これらの時計は現在旧グリニッジ天文台イギリス海洋博物館に展示されている。

### デテント・クロノメーター
ハリソンにより船舶上でも精密に作動する時計の製造が可能であると証明されたので、次の課題は安価かつ大量の製造に移った。
フランスのピエール・ル・ロワがデテント式脱進機を発明し、これ以降船舶の位置把握方法がLORANに置換されるまでデテント式脱進機を備えることがこの意味での「クロノメーター」と呼ばれるための条件となった。スイスのフェルディナント・ベルトゥーやイギリスのトーマス・マッジらが同時代の製作者として著名である。

### スプリング・デテント式脱進機

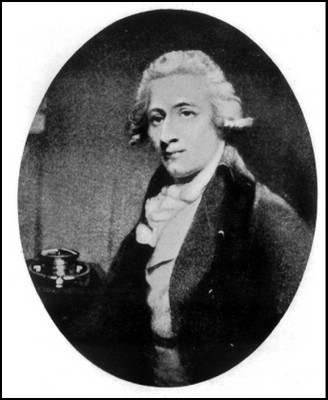
トーマス・アーンショウ

トーマス・アーンショウ、ジョン・アーノルドらは18世紀後半にスプリング・デテント式脱進機を発明し、これまでと比較すれば非常に単純な構造で精度が出るようになったが、どちらが先に発明したのかが当時問題となり今もって判明していない。1790年にトーマス・アーンショウが完成させた「No.928/3815」は事実上の標準製品となり、以降ほぼ全ての製品がこれを手本とした。

### ピヴォテッド・デテント式脱進機
後にはピヴォテッド・デテント式脱進機が一般的になった。ピヴォテッド・デテント式クロノメーターは姿勢差が大きいためジンバルサポートで水平を保つようにされているのが普通である。
この分野ではスイスのユリスナルダンが圧倒的な地位を占めており、各国の海軍で使われた。日本には代理店となった天賞堂により日本海軍に納入された。戦艦三笠に搭載されていたマリンクロノメーターもユリスナルダン製であり、横須賀市の記念艦「三笠」に展示されている。
他にはアメリカのハミルトンの製品が著名であり、その他デント、ゼニス、ブレゲ、ジラール・ペルゴ、ランゲ・アンド・ゾーネ、セイコー（現セイコーホールディングス）等も製造したことが知られる。パテック・フィリップはムーブメントのシリアルナンバー112131、ケースナンバー401640の一基だけを製作し1921年-1922年のジュネーブ天文台賞1位を取得している。

### ボード・クロノメーター
現在機械式時計の形式として一般的なクラブツース式脱進機を備える時計も充分な精度を持つようになってからは同様の用途に使用されるようになったが、これらは「ボード・クロノメーター」または「デッキ・クロノメーター」と称されデテント式脱進機を備える「マリン・クロノメーター」と区別されていた。またクォーツ式のクロノメーターも製造されるようになった。

## 天文台による検定
マリン・クロノメーターの開発が華やかなりし時代には各天文台が頻繁にマリン・クロノメーターの精度コンクールを開催した。賞金と名誉、そして自らの宣伝のために時計師たちはこぞってコンクールに参加した。
時計製造が工業的になされるようになってもこうした精度コンクールは続き、自社製品の優秀性を宣伝する場となった。一方で工業製品としての規格や中立的な基準が求められるようになり、各天文台やスイスの公的機関がそれぞれ基準を作成して製品の精度を検定するという形で時計の精度に「クロノメーター級である」などとの認定を行なうようになった。
時計精度の面でイギリスやフランスに追いつくため、スイスは1790年と1792年にジュネーブ旧天文台でコンクールを開いた。1859年には時計業界の要請によりニューシャテル天文台が設置され、1860年より懐中時計の検定を始めた。この状況を受けて1900年パリで行なわれた測時法国際会議でデテント式脱進機を備えていなくても精度さえ高ければクロノメーターと称することができる旨定められた。
1961年にはニューシャテル天文台に電子式クロノメーターが出品された。

## BOからCOSCへ
さらに時代を経ると国際的に統一された精度基準としてクロノメーターの基準が求められるようになった。スイス時計製造業者組合連合会（Federation de l'industrie horlogere suisse 、F.H.）は1939年に「クロノメーターは時計歩度公立検定所の名を持った権限により定められた若干の規定に合格しなければならない」と規定し、1952年にはスイスとフランスによって組織されたクロノメーター作業調整国際委員会が公認機関により公認歩度証明書を交付することを決めた。この協定には後にドイツとイタリアが参加し、コンクールと特別調整時計を担当する天文台はスイスのジュネーヴ、ヌーシャテル、イギリスのキュー、フランスのブザンソンが、一般時計を検定する時計歩度公認検定局（Bureaux Official 、B.O.）としてはスイスのラ・ショー＝ド＝フォン、ビール、ル・ロックル、サンティミエ（Saint-Imier ）、ジュネーヴ、ル・サンティエ（Le Sentier ）、ル・ルソール（Le Ressort ）、イタリアのミラノ、ドイツのハンブルク、シュトゥットガルト、ブラウンシュヴァイクが公認を受けた。
1961年には上位規格として優秀級が定められた。1965年には国際標準化機構でクロノメーター規格について論ぜられるようになり、1976年にはクロノメーター規格がISO規格として定められた（ISO 3159）。1973年にスイスの時計歩度公認検定局はスイス公式クロノメーター検定機関（Contrôle Officiel Suisse des Chronomètres 、C.O.S.C.）として新たに設立。現在機械式ムーブメントは次のような条件により15日の時刻の遅れや進みを測定・記録し、値を算出する。
姿勢差
1. 垂直・12時位置下向き（0-2日目）
2. 垂直・12時位置右向き（3-4日目）
3. 垂直・12時位置左向き（5-6日目）
4. 水平・文字盤側下向き（7-8日目）
5. 水平・文字盤側上向き（9-13日目）
6. 再び垂直・12時位置下向き（14-15日目）

温度差
1. 温度23℃（0-10日目）
2. 温度8℃（11日目）
3. 再び温度23℃（12日目）
4. 温度38℃（13日目）
5. 再び23℃（14-15日目）

基準項目
1. 平均日差 - 1日を経過しての進み遅れの最初の10日の平均
2. 平均日較差 - 同じ姿勢と温度で測定した2日間の日差の差（日較差）の平均
3. 最大日較差 - 最初の10日の5姿勢の日較差の最大値
4. 垂直・水平の姿勢差 - 垂直姿勢での平均日差から、水平姿勢での平均日差を差し引いた値
5. 最大姿勢偏差 - 最初の10日の各日差と平均日差との最大値
6. 温度係数 - 温度が8℃の日の日差と38℃の日の日差の差を温度差で割った値
7. 復元差 - 14-15日の日差から、0-1日の日差および1-2日の日差の平均値を差し引いた値

認定基準（機械式時計の場合）
【ムーブメントの直径20mm以上で面積314mm2以上の場合】
1. 平均日差=-4〜+6秒
2. 平均日較差=2秒以内
3. 最大日較差=5秒以内
4. 垂直・水平の姿勢差=-6〜+8秒
5. 最大姿勢偏差=10秒以内
6. 温度係数=-0.6〜+0.6秒
7. 復元差=+5〜-5秒

【ムーブメントの直径20mm未満で面積314mm2未満の場合】
1. 平均日差=-5〜+8秒
2. 平均日較差=3.4秒以内
3. 最大日較差=7秒以内
4. 垂直・水平の姿勢差=-8〜+10秒
5. 最大姿勢偏差=15秒以内
6. 温度係数=-0.7〜+0.7秒
7. 復元差+6〜-6秒

クォーツ・ムーブメントにもクロノメーター規格はあるが、検定数は数万個と微々たるもので（機械式は年間140万個以上にのぼる）その9割以上がブライトリングのクォーツムーブメントで占められているという現状である。クォーツムーブメントの検定は、特に温度変化の影響が重視される。
なお、これらのCOSC認定は、スイス時計のブランドの地位及びムーブメントの信頼性向上という目的からスイス製の時計にのみ限定されており、他国の時計はフランスのブザンソンで検定を受ける必要がある（下記）。
かつて1990年代までは機械式ムーブメントがCOSC検定をパスして認定を受けるのは難しく、一部の高精度モデルのみに限られた狭き門であった。2010年代に入ってからは技術の進歩により、汎用ムーブメントを採用した普及品でもCOSC認定を取得または同等以上の精度を持つモデルは珍しくない（実際には検定料が高額なため、10万円未満でCOSC認定取得した腕時計は限られる）。
2015年にはオメガとスイス連邦計量・認定局（METAS）の協業によりマスタークロノメーター検定が開始された。COSCとの違いは検定対象がムーブメント単体ではなく完成品の時計であり、より高度な精度基準・耐水性・耐磁性・パワーリザーブについても検定を受ける。現時点で認定取得しているのはオメガとチューダー（一部のモデル）に限られる。
ロレックスが誇る高精度クロノメーター（superlative chronometer）は宣伝用の造語であり公的にはCOSC認定に過ぎないが、METAS検定のようにムーブメント単体ではなく完成品の状態で検定を受け（基準達成が難しくなる）、合格品の中でもロレックスが定めた更に厳しい精度基準を達成した物しか販売されない所に特徴がある。
なおクロノメーター認定はあくまで検定時の静的試験における精度を評価したもので、実用上の精度や経年時の狂いの少なさを示す規格ではない。オーバーホールする時などに再度クロノメーター認定を受けるにはスイスに送りCOSCの試験場で検定を受け直す必要がある。
なお、2023年現在、クロノメーター認定を行っているのはスイスのCOSC（ビエンヌ、ル・ロックル、サンティミエ）、ドイツ・グラスヒュッテのグラスヒュッテ天文台、フランス・ブザンソンのブザンソン天文台の3か国のみであるが、ドイツとフランスではケーシングした状態で検定を行う。ただしスイスとドイツは自国の時計のみ認定しているため、日本など他国はフランスの認定を受ける必要がある。

## 日本におけるクロノメーター
1960年より前には、日本の時計メーカーはクロノメーター規格に合致していなくても精度が他より高めの時計の文字盤に勝手にクロノメーターの文字を入れたり、場合によっては全く精度も変わらない単に文字だけ入れる偽物を作っていた。
1960年にセイコーが自社検定ながらクロノメーター規格に準じる検定を行ない歩度証明書を添付した「グランドセイコー」を発売、1962年にシチズンがクロノメーター優秀級に準じる「シチズンクロノメーター」を発売した。これに対しスイスから「時計歩度公認検定局によらない検定でクロノメーターの表記をすることは国際協定違反であるから中止すること」「速やかに日本国内に時計歩度公認検定局を設置すること」という要求があった。これを受けて1966年にはセイコーが自社検定品へのクロノメーター表記を中止した。また1968年に日本クロノメーター検定協会が発足、1969年に日本時計検査協会に業務委託する形で検定を開始、1970年には国際クロノメーター検定協会の審査に合格した。セイコーのキングセイコークロノメーター、シチズンのクロノマスターやレオパールハイネスなどがこの検定を受け、「Chronometer OFFICIALLY CERTIFIED」（公認クロノメーター）と文字盤に表記し発売された。
しかしその後クォーツに押されて検定数が激減し、1984年に日本クロノメーター検定協会は解散した。このため1998年に発売されたセイコーのクレドール・クロノメーターはスイスに送ってC.O.S.Cの検定を受けている。
2024年、時計師の浅岡肇が復活させたタカノの「シャトーヌーベル・クロノメーター」は、ブザンソン天文台のクロノメーター検定を通過した製品のみ販売予定となっている。